# Postulado de Hammond
O Postulado de Hammond é uma construção teórica que permite a descrição (em termos de estrutura e ligação) de uma espécie instável e não observável, como um estado de transição. O postulado pode ser declarado da seguinte maneira: "Se dois estados, como por exemplo, um estado de transição e um intermediário instável, ocorrem consecutivamente durante um processo de reação e tem quase o mesmo índice de energia, a sua interconversão vai envolver apenas de uma pequena reorganização das estruturas moleculares". Podemos reformular o postulado para melhor entendimento: 
- O estado de transição para uma reação exotérmica ocorre cedo ao longo do caminho da reação, o que é dito ser um "estado de transição precoce". O estado de transição para uma reação endotérmica ocorre tarde ao longo do caminho da reação, o que é dito ser um "estado de transição tardio".
- O estado de transição para uma reação exotérmica lembra os reagentes, o estado de transição para um reação endotérmica lembra os produtos.

A figura abaixo  mostra a variação de energia em três casos diferentes:
No caso a, reação exotérmica rápida (baixa energia de ativação), o estado de transição se parece com o reagente. No caso b, reação exotérmica lenta (alta energia de ativação), o estado de transição é deferente do reagente e do produto. No caso c, reação endotérmica, o estado de transição se parece com o produto.
O postulado de Hammond traz estimativas da energia relativa dos estados de transição e, portanto, ele pode ser usado para prever as taxas relativas de duas reações. De acordo com o postulado, a estabilidade do carbocátion determina a taxa de sua formação.